# Лефлемм, Сэмюэл
Сэмюэл Лефлемм — франко-канадский композитор музыки для фильмов, телевидения, рекламы и документальных фильмов. Известен сотрудничеством с Red Barrels над оригинальными саундтреками для их игр

## Композиторская деятельность

### Игры
Пожалуй, самой известной работой Самюэла стало его сотрудничество со студией Red Barrels. Там он работал над саундтреками Outlast(Включая DLC) и Outlast 2. По словам самого композитора, поначалу у него были только электронные инструменты, но это его не устраивало. Тогда он решил собрать группы музыкантов для работы над саундтреками, но для сохранения напряжения и тревоги ему были необходимы небольшие коллективы. Как рассказывал Самюэл, во время работы над ОСТом первого Outlast разработчики предоставили ему полную свободу творчества и поддерживали все его решения. Саунд-дизайнер Jonathan Wachoru был с композитором на одной волне. В процессе работы они обнаружили новый пронзительный звук, который впоследствии был использован в музыке. Этот звук был создан, когда смычок проводили по тарелке.
Создавая музыку тревоги композитор опирался на работы Шостаковича и Пендерецкого
Многие игроки были разочарованы тем, что композитор отказался участвовать в создании третьей части игры Outlast. Они считали, что его музыка была важна для создания атмосферы страха и тревоги, а без неё игра кажется неполноценной.
| Работы                   | Работы | Работы     | Работы            |
| Игра                     | Год    | Роль       | Студия            |
| ------------------------ | ------ | ---------- | ----------------- |
| Outlast 1                | 2013   | Композитор | Red Barrels       |
| Outlast: Whistleblower   | 2014   | Композитор | Red Barrels       |
| The amazing Spider man 2 | 2014   | Композитор | Beenox            |
| Outlast 2                | 2017   | Композитор | Red Barrels       |
| Might and Magic Showdown | 2017   | Композитор | Ubisoft           |
| Gotham Knights           | 2022   | Композитор | WB Games Montréal |

### Кино
Композитор также создавал музыку для кино, но не добился такой же популярности в этой области. Его самая известная работа — саундтрек к фильму «Астрал. Ритуал Малум», вышедшему в 2023 году.
| Работы               | Работы | Работы       | Работы     |
| Фильм                | Год    | Жанр         | Роль       |
| -------------------- | ------ | ------------ | ---------- |
| Астрал. Ритуал Малум | 2023   | Ужасы, драма | Композитор |
| Chouchou             | 2022   | Драма        | Композитор |
| La soeur de Margot   | 2022   | Драма        | Композитор |
| Lou et Sophie        | 2021   | Драма        | Композитор |
| The Detectives       | 2018   | Криминал     | Композитор |
| L’homme et la bête   | 2009   | Ужасы        | Композитор |